# Sheryl Sandbergová
Sheryl Kara Sandbergová (* 28. srpna 1969 Washington, D.C.) je americká manažerka. Od srpna 2008 do srpna 2022 pracovala jako provozní ředitelka Facebooku, předtím byla viceprezidentkou Global Online Sales and Operations ve společnosti Google, ředitelkou kanceláře ministra financí USA Larryho Summerse v administrativě Williama J. Clintona a konsultantem ve společnosti McKinsey. V roce 2012 byla zařazena na žebříček 100 nejvlivnějších osobností světa časopisu Time.

## Zaměstnání
V roce 2012 se stala osmým členem (a první ženou) ve správní radě Facebooku.

## Publikace
V březnu 2013 vydala svoji první knihu Lean In: Women, Work, and the Will to Lead, spolu s žurnalistkou Nell Scovellovou (česky jako Opřete se do toho. Ženy, práce a vůle uspět, Dokořán, duben 2013, s předmluvou Renaty Mrázové, ředitelky ING Pojišťovny).